# Scythris binotiferella
Scythris binotiferella is een vlinder uit de familie dikkopmotten (Scythrididae). De wetenschappelijke naam is voor het eerst geldig gepubliceerd in 1880 door Ragonot.
De soort komt voor in Europa.